# 松年
松年 (1861年—?)，字鶴亭，号佛寶，又号竹齡，刘佳氏，奉天宁远州满洲正藍旗包衣人，清朝政治人物、同進士出身。
光緒十一年乙酉科举人，十六年（1890年），参加光緒庚寅科殿試，登進士三甲126名。同年五月，著交吏部掣签，分发各省以知县即用。